# Pseudomelittia
Pseudomelittia é um gênero de traça pertencente à família Brachodidae.